# Fridhem

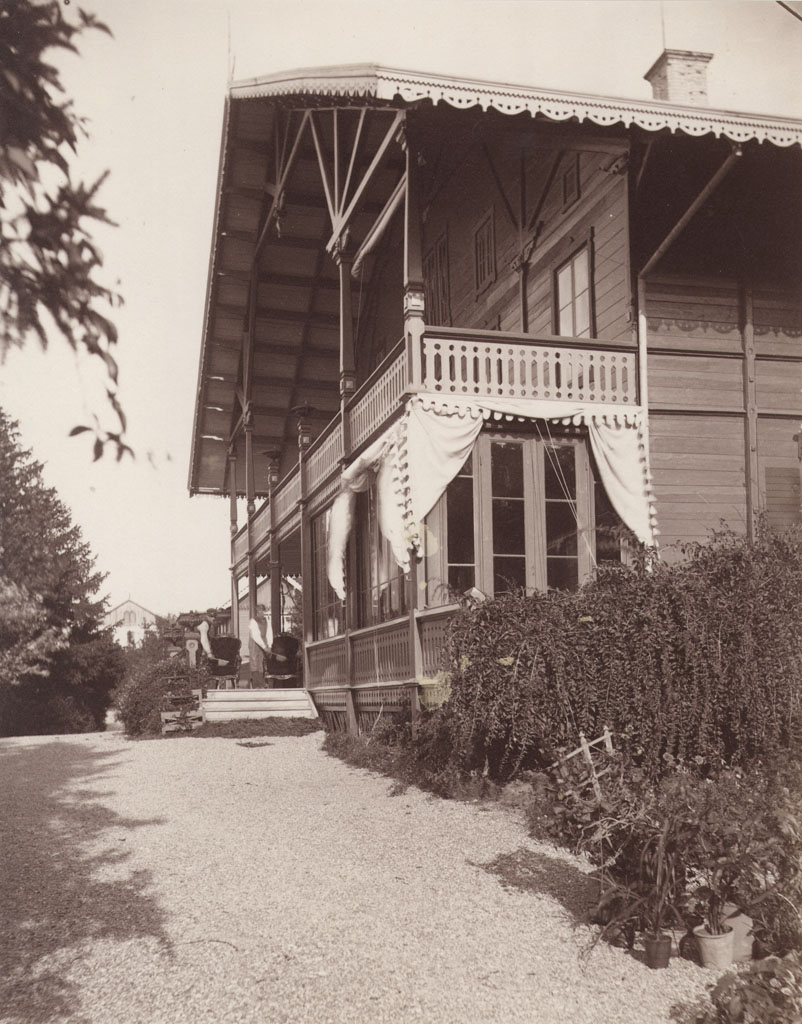
Das Sommerhaus von Prinzessin Eugenie

Fridhem ist ein ehemaliges Sommerhaus der schwedischen Prinzessin Charlotta Eugenia Augusta Amalia Albertina, Eugénie von Schweden genannt, einer Tochter von König Oskar I. Das Haus liegt auf der Ostseeinsel Gotland, am Högklintsvägen, nahe dem Ort Högklint och Nygårds in der Nähe des Steilküstenabschnitts Högklint, etwa fünf Kilometer südlich von Visby an der Ostsee.

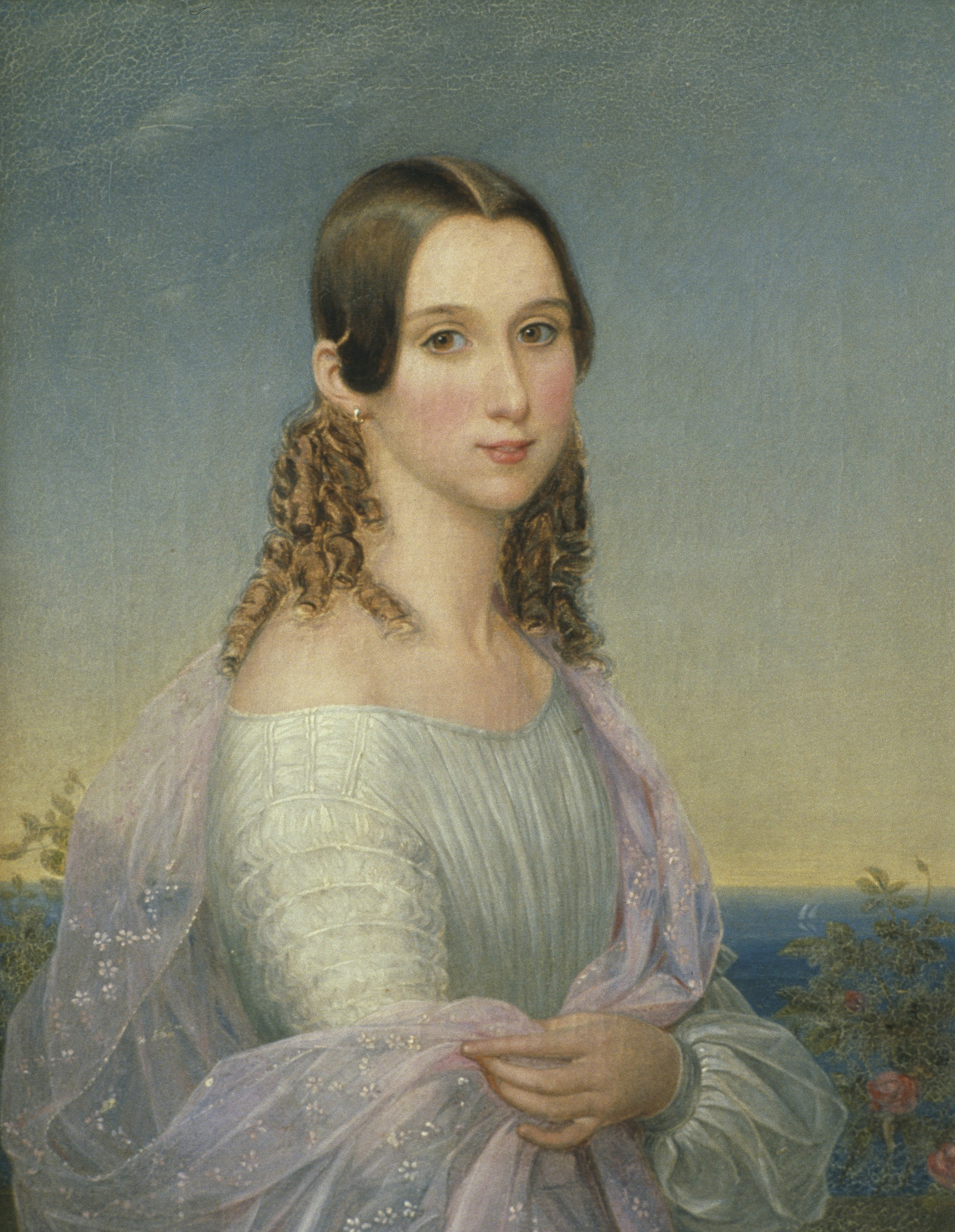
Charlotta Eugenia

Im Jahre 1860 kam Prinzessin Eugenie hierher, um ihre Leiden zu kurieren. Sie fand Gefallen an dem Ort und ließ sich ein Sommerhaus bauen. Bis zu ihrem Tod weilte sie regelmäßig in Fridhem.
Dem Zeitgeist verbunden, ließ die Prinzessin auf an der Steilküste einen Park anlegen. Labyrinthe, kleine Lustpavillons, Ruinen und der Wasserfall kontrastierten mit Terrassen, Rosenbeeten und exotischen Bäumen. Ein dreistöckiges Holzschloss mit verglasten Veranden an der Meerseite stellte das Hauptgebäude dar. Die Mode schrieb den Schweizerstil vor, der auf diese Weise auf der Insel eingeführt wurde. Zur Anlage gehörten Badehaus, Gästehaus, Wirtschaftsgebäude und Stall.
Die künstlerisch ambitionierte Prinzessin engagierte sich für die religiöse Erweckungsbewegung des 19. Jahrhunderts und Fridhem wurde ein Zentrum ihrer Anhänger. Hierher wurden aber auch Künstler, Maler, Musiker und Schriftsteller eingeladen,.
Eugenie interessierte sich für die Sozialarbeit. Im Jahre 1866 wurde in der Nähe ein Kinderheim für Knaben „Fridtorp“ errichtet. Einige Jahre später auch eines für Mädchen. Zu diesen Anlagen gehörten ein Hauptgebäude mit Viehstall, Wirtschaftsgebäude, Vorsteherwohnung, Lehrerwohnung, Tischlerei und ein Schulgarten, den die Kinder versahen. In Visby wirkte die Prinzessin beim Bau einiger Wohltätigkeitseinrichtungen mit. Sie starb im Jahre 1889 und wurde in der Riddarholmskyrkan in Stockholm beigesetzt.
Nach ihrem Tod erbte ihr Neffe Prinz Oskar Fridhem. Der Prinz war Vorsitzender des CVJM und das Anwesen wurde im Jahre 1927 der Vereinigung übereignet, die auf Fridhem heute eine Pension und ein Café betreibt.